# Sukaci, Ivankiv
Sukaci (în ucraineană Сукачі) este o comună în raionul Ivankiv, regiunea Kiev, Ucraina, formată numai din satul de reședință.

## Demografie
Componența lingvistică a comunei Sukaci
     Ucraineană (98,78%)
     Rusă (1,16%)
     Alte limbi (0,06%)
Conform recensământului din 2001, majoritatea populației comunei Sukaci era vorbitoare de ucraineană (98,78%), existând în minoritate și vorbitori de rusă (1,16%).